# Regina Margherita (nave ospedale)
Il Regina Margherita è stato un piroscafo passeggeri italiano varato nel 1884. Durante la Guerra italo-turca, fu requisita dalla Regia Marina ed assegnata come nave ospedale al Corpo militare dell'ACISMOM.

## Storia
La nave Regina Margherita (così denominato in onore della prima regina d'Italia), fu ordinata dalla compagnia di navigazione genovese "Società Rocco Piaggio & Figli" (attiva sulla linea da Genova al Río de la Plata) al cantiere Archibald McMillan & Son di Dumbarton. Terminata in luglio 1884, venne consegnata il 27 ottobre ed arrivò a Genova l'11 novembre, divenendo l'ammiraglia della flotta Piaggio. Destinata al collegamento con il Sud-America, partì per il viaggio inaugurale il 1º dicembre 1884. Nel 1885 la Piaggio venne acquisita, insieme alla "Società Italiana Trasporti Marittimi Raggio & Co.", dalla "Navigazione Generale Italiana", che riunì le due flotte per potenziare i collegamenti con il Rio della Plata. La Regina Margherita in quegli anni fu una dei primi piroscafi ad effettuare viaggi regolari, trasportando migliaia di italiani durante gli anni della "grande emigrazione". Nel 1908, dopo il terremoto di Messina venne messa a disposizione del Ministero dell'Interno, insieme alla Umberto I della stessa compagnia, per portare i primi soccorsi. La "Navigazione Generale Italiana" decise di concentrare le proprie attività sulle tratte intercontinentali, trasferendo i servizi di collegamento nel Mar Mediterraneo alla "Società Italiana Servizi Marittimi", costituita ad hoc. La ormai anziana "Regina Margherita" nel 1910 venne trasferita a questa società ed impiegata sulle tratte regionali.

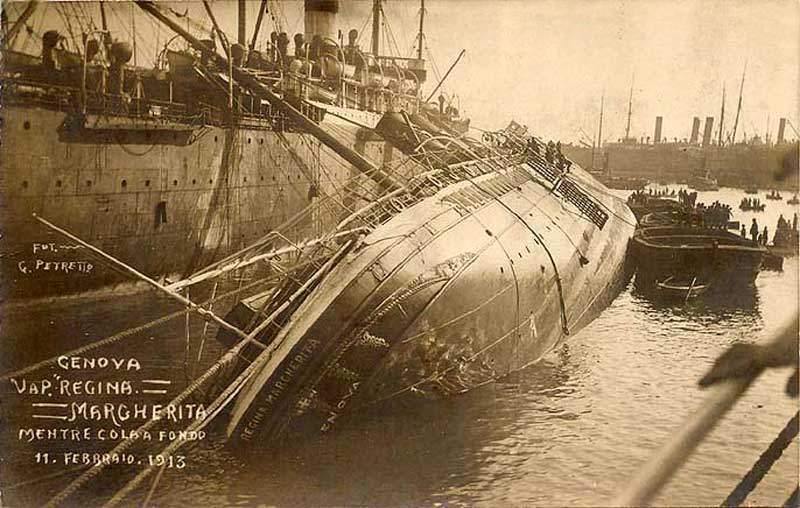
La Regina Margherita ingavonata nel porto di Genova.

Dopo lo scoppio della guerra italo-turca nel 1911, la nave viene requisita dalla Regia Marina e trasformata in nave ospedale, venne finanziata ed assegnata all'Associazione dei cavalieri italiani del Sovrano Militare Ordine di Malta, che ne gestì l'impiego tramite il Corpo militare dell'ACISMOM. L'equipaggio era costituito da civili militarizzati, mentre il Corpo militare forniva ad ogni viaggio il Personale Direttivo ed il Personale d'Assistenza, affiancato da 8 suore infermiere Figlie della Carità di San Vincenzo de' Paoli. La nave salpò per il primo viaggio verso la Libia il 10 ottobre 1911. Da Napoli la nave faceva la spola con Tripoli, Bengasi, Derna e Tobruk, compiendo in 141 giorni sette traversate e trasportando un totale di 1162 feriti e malati. Nel periodo di servizio viene anche visitata dal Re Vittorio Emanuele III.
La nave venne riconsegnata alla compagnia il 27 febbraio 1912. Durante dei lavori al porto di Genova, a causa di una via d'acqua l'11 febbraio 1913 la nave si ingavonava affondando. Recuperata, la Regina Margherita venne smantellata.
La Regia Nave Regina Margherita è commemorata da un francobollo delle Poste Magistrali del SMOM da 90 grani, emesso il 4 ottobre 1976.

## Tecnica
La Regina Margherita era un piroscafo per il trasporto passeggeri da 1981 tonnellate di stazza netta e 3796 tonnellate di stazza lorda. Lo scafo era in ferro, a due fumaioli. La propulsione principale era basata su quattro caldaie a vapore azionante due macchine alternative da 4000 kW (ma solo 600 hp nominali). Per la propulsione ausiliaria a vela, la nave era armata a goletta, con due alberi inclinati posteriormente e bompresso. La nave sviluppava una velocità massima di 15 nodi. Fu la prima nave italiana dotata di illuminazione elettrica e si distingueva rispetto alle concorrenti per il lusso e lo sfarzo delle cabine di prima e seconda classe; superiori alla norma era anche l'allestimento delle camerate di terza classe, ariose ed anch'esse illuminate elettricamente.
Con la trasformazione in nave ospedale, la nave venne ridipinta secondo le norme stabilite dalla Convenzione di Ginevra, con scafo e sovrastrutture bianche, fascia verde interrotta da croci rosse sullo scafo e croci rosse sui fumaioli. Vengono ricavate una sala chirurgica, una farmacia, un reparto di isolamento per i malati infettivi, sale per il Comando dell'ospedale e magazzini. Per gli ufficiali infermi sono destinate cabine riservate, mentre sottufficiali e truppa vengono ricoverati in sale comuni. Per il servizio religioso di bordo viene assegnato un vasto salone, con l'altare addobbato con la bandiera del Sovrano Militare Ordine di Malta, quella del Regno e quella di neutralità.

## Equipaggio del Corpo militare dell'Ordine di Malta
- Personale Direttivo:
  - un Ufficiale Direttore
  - un Ufficiale Vice-Direttore
  - un Ufficiale medico Capo
  - un Cappellano dell'ACISMOM (civile)

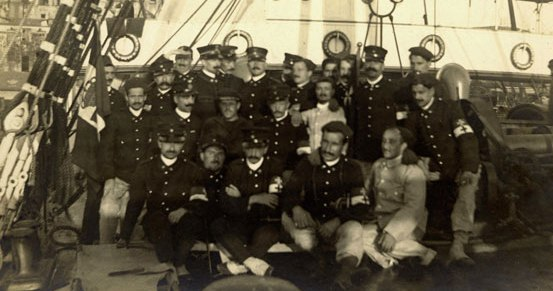
Personale del Corpo militare dell'ACISMOM, riconoscibile dal bracciale sanitario internazionale con la croce rossa e la croce di Malta, in posa sul ponte della Regina Margherita.

  - tre Ufficiali medici assistenti di 1ª Classe
  - due Ufficiali medici assistenti di 2ª Classe
  - un Ufficiale commissario Segretario
  - un Ufficiale farmacista
- Personale d'Assistenza:
  - sei Capo-Sala
  - diciassette Infermieri
  - quindici Inservienti
  - otto suore infermiere dell'Ordine delle Figlie della Carità di San Vincenzo de' Paoli